# Haus Pardaillan
Das Haus Pardaillan ist eine Familie des französischen Adels, die erstmals im 11. Jahrhundert dokumentiert ist und Ende des 18. Jahrhunderts ausstarb. Sie stammt aus der Grafschaft Armagnac und erwarb Mitte des 16. Jahrhunderts überregionale Bedeutung: Hector de Pardaillan († 1631) war Capitaine des Gardes du Roi und diente unter sechs Königen, von Heinrich II. bis Ludwig XIII., sein Sohn Antoine-Arnaud de Pardaillan († 1624) wurde 1612 zum Marquis d’Antin und 1615 zum Marquis de Montespan erhoben. Louis Antoine de Pardaillan de Gondrin († 1736) war der Sohn von Françoise de Rochechouart, die zwei Jahre nach seiner Geburt als Madame de Montespan zur Geliebten und später zur Maîtresse en titre des Königs Ludwig XIV. wurde. Er wurde 1711 zum Duc d’Antin und Pair de France erhoben, war dazu durch Erbschaft im Besitz der Herzogtümer Epernon und Bellegarde (ohne die Titel) gekommen. Die Familie der Herzöge von Antin starb in männlichen Linie bereits 1757 mit dem dritten Herzog aus, in weiblicher Linie mit den Schwestern dieses Herzog wohl kurz vor Ende des Jahrhunderts.

## Stammliste

### Erste Namensträger
- Pons de Pardaillan, Seigneur de Gondrin, ⚭ Navarre de Lupé, testiert 1070
- Eudes de Pardaillan, 1215 bezeugt
- Hugues de Pardaillan, 1227 Bischof von Tarbes, 1244 Erzbischof von Auch
- Otton de Pardaillan, 1253/73 bezeugt
- Otton de Pardaillan, 1303 bezeugt
- Amanieu de Pardaillan, ⚭ Aude, beide 1320 bezeugt

### 13.–15. Jahrhundert
1. Bernard, † nach 1274, Seigneur de Pardaillan (Pardailhan in Beaucaire, Gers) et de Gondrin; begleitet Ludwig IX. bei der Belagerung von Tunis
  1. Odet I., 1274/76 bezeugt, Seigneur de Pardaillan et de Gondrin; ⚭ Claire de l’Isle
    1. Odet II., Seigneur de Pardaillan, de Gondrin et de la Motte; huldigte 1328 für Gondrin dem Grafen von Armagnac, 1336 bezeugt; ⚭ Marguerite de Biran
      1. Hugues I., 1340 Seigneur de Pardaillan, de Gondrin et de la Motte, 1344 bezeugt; ⚭ Brune de Montaut
        1. Odet III., Seigneur de Pardaillan et de Gondrin; ⚭ Esclarmonde de Benque
          1. Odet IV. de Pardaillan, Seigneur de Gondrin, testiert 8. Januar 1370; ⚭ Jeanne d’Auxon, Tochter von Pierre d’Auxion und Jeanne de Gollens, die Ehe blieb kinderlos

        2. Hugues II. de Pardaillan, Seigneur de Gondrin ; ⚭ Paule de Montpezat
          1. Odet V. de Pardaillan, Erbe von Odet IV., testiert 26. November 1401; ⚭ (1) Agnès de Castillon, Tochter von Foulques, Vicomte de Castillon, und Esclarmonde de Langoyran; ⚭ (2) 1380 Anne de Gallard, Tochter von NN, Seigneur de Gallard, premier Baron du Condomois
            1. (2) Bertrand de Pardaillan, Seigneur de Gondrin et de la Motte, 1417 minderjährig, testiert 3. April 1483; ⚭ Bourguine de Castillon, Erbtochter von Pons V., Vicomte de Castillon en Médoc, und Jeanne de Cazeneuve – Nachkommen siehe unten
            2. (2) Jeanne; ⚭ Jean, Seigneur de Verdusan
            3. (2) Jeanne, 1401 bezeugt
            4. (unehelich) Hugues de Pardaillan

        3. Hugues

    2. Pons
    3. Bernard, Seigneur de Mons (1324 erworben)
    4. Bertrand, Seigneur de Beauregard
    5. Jean
    6. Mabille ⚭ Pierre, Seigneur de Pujols
    7. Jeanne

### 15.–16. Jahrhundert
1. Bertrand de Pardaillan, Seigneur de Gondrin et de la Motte, 1417 minderjährig, testiert 3. April 1483; ⚭ Bourguine de Castillon, Erbtochter von Pons V., Vicomte de Castillon en Médoc, und Jeanne de Cazenave – Vorfahren siehe oben
  1. Pons, dit Poncet de Pardaillan et de Castillon, X 1451 bei Bordeaux, Seigneur de Gondrin, Justian et Goust, dann Vicomte de Castillon, Seigneur de Bruck; ⚭ 1441 Isabeau de Lomagne, Tochter von Geraud, Seigneur de Fimarcon, und Cecile de Perilles, testiert 1471
    1. Jean I. de Pardaillan, 1451 minderjährig, Seigneur de Gondrin, Vicomte de Castillon, Seigneur de Bruck etc., testiert 1487 ; ⚭ (1) Marie de Rivière, Tochter von Bernard de Rivière, Vicomte de Labatut ; ⚭ (2) Marie d’Aspremont, Tochter von NN, Vicomte d’Orthez
      1. (1) Jean, Seigneur de Gondrin, 1491/96 bezeugt; ⚭ Jacquette de Baziliac, Tochter von Pierre de Baziliac, testiert 1498;
      2. (1) Arnaud dePardaillan, Baron de Gondrin, Seigneur de Bruck, Justian, Rocques et Gouft, Chevalier de l’Ordre du Roi, 1514 im Kampf gegen Spanien Kommandeur von 4000 Gascognern und 1000 Reitern, 1517 bezeugt; ⚭ Jacquette d’Antin, Tochter von Arnaud, Baron d’Antin, de Bonnefont etc., und Catherine de Foix
        1. Antoine de Pardaillan, 1559 bezeugt, Baron de Gondrin et de Montespan, Chevalier de l’Ordre du Roi, Gouverneur und Seneschall von Albret; ⚭ 1521 Paule d’Espagne, Dame de Montespan, 1559 bezeugt ,Tochter von Arnaud d’Espagne, Seigneur de Montespan, und Madeleine d’Aure, Witwe von Coaraze de Berat
          1. Hector de Pardaillan, * wohl 1531, † 1611, 80 Jahre alt, Seigneur de Montespan, de Gondrin etc. Conseiller d’État, Capitaine des Gardes du Corps du Roi, Chevalier du Saint-Esprit 31. Dezember 1585, diente unter sechs Königen von Heinrich II. bis Ludwig XIII.; ⚭ 8. Dezember 1561 Jeanne d’Antin, † 1610, Tochter von Arnaud, Baron d’Antin, Seneschall und Gouverneur von Bigorre – Nachkommen siehe unten
          2. Anne; ⚭ (Ehevertrag 8. Februar 1547) Jean II. de Faudoas, Baron d’Avenzac, Sohn von Gui de Faudoas und Anne de Vilhères
          3. Marguerite; ⚭ 1544 Michel de Narbonne, Vicomte de Saint-Girons, Chevalier de l’Ordre du Roi, Sohn von Aimeri de Narbonne und Anne de Lomagne, Marquise de Fimarcon
          4. Françoise; ⚭ Carbon, Baron de Lau
          5. Antoinette, Nonne in Vopillon bei Gondrin
          6. Jacquette, Nonne in Le Paravis
          7. Madeleine

        2. Gui, Seigneur de Viela, 1554 bezeugt; ⚭ (1) (Ehevertrag 21. August 1503) Françoise de Viela; ⚭ (2) 2. November 1562 Madeleine de Pouy, Dame de Saint-Géry
          1. Corbon de Pardaillan, † jung

        3. Bertrand, Apostolischer Protonotar, 1547 Abt von Duvielle
        4. Arnaud, Seigneur de Gondrin, † jung 1561
        5. Marguerite, testiert 1568; ⚭ 1517 Carbon de Lupé, 1517 Baron d’Arblade

      3. (1) Marguerite, Agnès und Isabelle de Pardaillan
      4. (2) Jean de Pardaillan, Seigneur de Rocques, † jung
      5. (2) Marie

    2. Marie; ⚭ Amanieu de Lasseran-Massencomme, Seigneur de Montluc, Sohn von Pierre de Lasseran-Massencomme und NN de Gontaut-Biron, testiert 1508

  2. Pons, Nachkommen: de Linie La Motte-Gondrin,
  3. Amanieu, Seigneur de Caumont et d’Ardenx; ⚭ Agnès de Lau, Dame de Lin et d’Averon, Nachkommen: die Linie Pardaillan de Caumont
  4. Bourguine; ⚭ Jean de Vilhères, 1471 Seigneur de Lagraulas et de Mouchan
  5. Clairmontine de Pardaillan; ⚭ Jean de Corneillan Vernede, Seigneur d’Arblade-Comtal.

### Die Marquis d’Antin
1. Hector de Pardaillan, * wohl 1531, † 1611, 80 Jahre alt, Seigneur de Montespan, de Gondrin etc. Conseiller d’État, Capitaine des Gardes du Corps du Roi, Chevalier du Saint-Esprit 31. Dezember 1585, diente unter sechs Königen von Heinrich II. bis Ludwig XIII.; ⚭ 8. Dezember 1561 Jeanne d’Antin, † 1610, Tochter von Arnaud, Baron d’Antin, Seneschall und Gouverneur von Bigorre – Vorfahren siehe oben
  1. Antoine-Arnaud de Pardaillan, * 1562, † 28. Mai 1624, Seigneur de Gondrin, 1612 Marquis d’Antin, 1615 Marquis de Montespan, 31. Dezember 1619 Chevalier des Ordres du Roi, Conseiller au Conseil Privé, Maréchal de Camp des Armées du Roi, Gouverneur von Navarra und Béarn, Lieutenant-général au Gouvernement de Guyenne, 6. Juni 1596 Gouverneur von Agneois und Condomois; ⚭ (1) 26. März 1578 Marie du Maine, Tochter von Jean du Maine, Seigneur d’Escandillac, Chevalier de l’Ordre du Roi, und Philippe de Fumel; ⚭ (2) Paule de Saint-Lary de Bellegarde, Tochter von Jean de Saint-Lary, Seigneur de Termes, und Anne de Villemur, Schwester von Roger de Sant-Lary, Duc de Bellegarde, Pair de France und Großstallmeister von Frankreich (Haus Saint-Lary)
    1. (1) Anne, Dame d’Scandillac; ⚭ (Ehevertrag 3. Januar 1611) Henri II. d’Albret, Baron de Pons et de Miossans, Comte de Marennes, Sohn von Henri d’Albret, Baron de Miossans, und Antoinette, Dame de Pons et de Marennes
    2. (1) Jeanne; ⚭ Henri-Gaston de Foix, Comte de Rabat et de Massat, Seigneur de Fornets, Sohn von Georges de Foix und Jeanne de Durfort-Duras.
    3. (2) Hector, † klein
    4. (2) Jean-Antoine-Arnaud de Pardaillan, * 1602, † 21. März 1687 Paris, Marquis de Montespan, dit le Duc de Bellegarde, Maître de la Garde-Robe du Roi, Mestre de Camp du Régiment de Bourgogne, 1624 Lieutenant-général der Sénéchaussée d’Armagnac, Bigorre, Gaure und Comminges ; ⚭ 14. Oktober 1643 (mit Dispens wegen naher Verwandtschaft) Anne-Marie de Saint-Lary, † 1715, Tochter von César-Auguste de Saint-Lary, Baron de Termes, und Catherine de Chabot-Mirebeau (Haus Saint-Lary); keine Nachkommen
    5. (2) Roger Hector de Pardaillan de Gondrin, Marquis d’Antin, Comte de Mieslan, Seneschall und Gouverneur von Bigorre, 23. August 1651 zum Chevalier de L’Ordre de Saint-Esprit ernannt, aber keine formelle Aufnahme; ⚭(Ehevertrag 11. Juni 1635) Marie-Christine Zamet, Tochter von Jean Zamet, Baron de Murat, Maréchal de Camps und Armées du Roi, Gouverneur von Fontainebleau, und Jeanne de Goth – sie war es, die dem Haus Pardaillan die Rechte auf das Herzogtum Épernon brachte : sie war die Tochter von Jacques de Goth und Hélène de Nogaret de La Valette, Schwester von Jean Louis de Nogaret de La Valette
      1. Louis Henri de Pardaillan de Gondrin, † November 1702, Marquis de Montespan ; ⚭ (Ehevertrag 28. Januar 1663) Françoise Athénaïs de Rochechouart de Mortemart, † 28. Mai 1707, Tochter von Gabriel de Rochechouart, Herzog von Mortemart, Pair de France, Chevalier des Ordres du Roi, und Diane de Grandseigne – Nachkommen siehe unten
      2. Henri de Pardaillan de Gondrin, Marquis d’Antin, starb 1663 im Duell des Marquis de La Frette mit dem Prince de Chalais
      3. Just, † jung im Krieg, Comte de Miélan
      4. Sohn, dit le chevalier de Gondrin, † bei der Belagerung von Fort Mardyck 1646

    6. (2) César-Auguste, Marquis de Termes; ⚭ Françoise du Faur – Nachkommen: die Marquis de Termes
      1. Roger, † 2. März 1704, Marquis de Termes, ⚭ 28. April 1658 Marie Châtelain, Schwester von Claude Châtelain – Nachkommen

    7. (2) Henri, † klein
    8. (2) Jean-Louis – Nachkommen : die Grafen von Cère
      1. Louis, dit le Comte de Gondrin, Comte de Cère et de Beaumont-Roquefort, Marquis de Savignanc, Sénéchal des Lannes et de Bayonne ; ⚭ (1) 1683 Jeanne-Marie-Josèphe de Baylens de Poyanne ; ⚭ (2) 1700 Marie-Félice de Crussol, * 27. August 1656, Witwe von François-Auguste de Pontac, Seigneur de Salles en Guyenne

    9. (2) Louis Henri, † 19. September 1674, Abt von Saint-Jean de Sens und Saint-Orens in Auch, Erzbischof von Heraklea, 1646 Erzbischof von Sens
    10. (2) Anne, Malteserordensritter, † jung
    11. (2) Antoine, † jung
    12. (2) Marie Claire; ⚭ 26. Oktober 1645 Pierre Bouchard d’Esparbès de Lussan, Marquis d’Aubeterre, Sohn von François d’Esparbès de Lussan, Marschall von Frankreich, und Hippolite Bouchard, Vicomtesse d‘Aubeterre
    13. (2) Louise Octavie, † 1690, Baronne de Roquefort
    14. (2) Anne Corisante, † 1687, Äbtissin von  Notre-Dame-des-Près bei Troyes
    15. (2) Angélique, Nonne

  2. Sohn, Seigneur de Maignaut
  3. Aule; ⚭ Louis de Voisins, Marquis d’Ambes, Vicomte de Lautrec
    1. Marie-Louise de Voisins, ⚭ Antoine de Cardaillac, Comte de Bioule

### Die Ducs d’Antin
1. Louis Henri de Pardaillan de Gondrin, † November 1702, Marquis de Montespan ; ⚭ (Ehevertrag 28. Januar 1663) Françoise Athénaïs de Rochechouart de Mortemart, † 28. Mai 1707, Tochter von Gabriel de Rochechouart, Herzog von Mortemart, Pair de France, Chevalier des Ordres du Roi, und Diane de Grandseigne – Vorfahren siehe oben
  1. Marie-Christine de Pardaillan de Gondrin, * 1663, † 1675
  2. Louis Antoine de Pardaillan de Gondrin, * 5. September 1665, † 2. November 1736, März 1711 Duc d’Antin, Pair de France, Seigneur des duchés d’Épernon et de Bellegarde, Marquis de Montespan, de Gondrin et de Mézière etc., 3. Juni 1724 Chevalier des Ordres du Roi; ⚭ 21. Juni 1686 Julie Françoise de Crussol, Tochter von Emmanuel II. de Crussol, Duc d’Uzès, und Marie-Julie de Sainte-Maure-Montauzier
    1. Louis de Pardaillan, * 1688 † 5. Februar 1712 Versailles, Marquis de Gondrin, Brigadier des Armées du Roi ; ⚭ 25. Januar 1707 Marie-Victoire de Noailles, † 1766, Tochter von Anne-Jules de Noailles, 2. Duc de Noailles, Pair de France, Marschall von Frankreich; siehe heiratete in zweiter Ehe Louis-Alexandre de Bourbon, comte de Toulouse, legitimierter Sohn von Louis XIV. und der Madame der Montespan, der Großmutter ihres ersten Ehemanns
      1. Louis (II.) de Pardaillan de Gondrin, * 9. November 1707, † 9. Dezember 1743, 2. Duc d’Antin, dit le duc d’Épernon, Pair de France; ⚭ 29. Oktober 1722 Françoise Gillonne de Montmorency-Luxembourg, * 1. Juli 1704, Tochter von Charles François Frédéric. de Montmorency, Duc de Luxembourg, de Piney, de Beaufort-Montmorency, Pair de France, und Marie-Gillone Gillet.
        1. Julie-Sophie-Gillette, * 1. Oktober 1725, dit Madame d’Epernon, letzte Äbtissin von Fontevrault, um 15. Mai 1765 ernannt, bis 1792 im Amt
        2. Louis (III.) de Pardaillan de Gondrin, Marquis de Gondrin, * 15. Februar 1727, † 14. September 1757 in Deutschland, 3. und letzter Duc d’Antin, Pair de France, Seigneur de l’ancien Duché-Pairie d’Epernon, Seigneur de l’ancien Duché-Pairie de Bellegarde, Marquis de Montespan, 25. Juli 1728 Großalmosenier von Frankreich
        3. Marie-Françoise, * 13. August 1728, † 1. Juni 1764 ; ⚭ 14. Mai 1747 François-Aimery de Durfort, dit Marquis de Civrac
        4. Madeleine-Julie-Victoire, * 20. März 1731, ⚭ 8. Januar 1753 François Emmanuel de Crussol, Herzog von Uzès, Pair de France, Gouverneur von Saintonge und Angoumois

      2. Antoine-François de Pardaillan de Gondrin, * 10. November 1709, † 24. April 1741, dit le Marquis d’Antin, Marquis de Gondrin, Vice-Amiral du Ponant, Lieutenant-général au Gouvernement d’Alsace. ⚭ 1737 Françoise-Renée de Carbonnel de Canisy (sie heiratete in zweiter Ehe am 6. März 1742 à Louis-Bufile de Brancas, Comte de Forcalquier, † 3. Februar 1753).
      3. Charles Hippolyte, † jung, Seigneur de Moncontour.

    2. Marie Louis, * wohl 1689, † 10. Juli 1707 als Musketier des Königs
    3. Gabriel François Balthazard, dit le Marquis de Bellegarde, Zwillingsbruder des vorigen, * wohl 1689, † 5. Dezember 1719, 30 Jahre alt; ⚭ 28. Januar 1716 Françoise-Elisabeth-Eugénie de Verthamon, † 3. Oktober 1719 an den Pocken, Tochter von François de Verthamon, Premier Président du Grand Conseil, und Marie-Anne-Françoise Bignon
    4. Pierre de Pardaillan de Gondrin d’Antin, † 1733/34, Kanoniker an der Kathedrale zu Straßburg, 1725 Mitglied der Académie française (Fauteuil 38) und der Académie des inscriptions et belles-lettres, 1724 Bischof von Langres.
    5. Tochter, † klein